# Petar Stipetić
Petar Stipetić (Ogulin, 24. listopada 1937. – Zagreb, 14. ožujka 2018.), hrvatski general, bivši načelnik Glavnog stožera Oružanih snaga Republike Hrvatske.
Umro je u Zagrebu, 14. ožujka 2018. od posljedica moždanog udara.

## Obitelj i školovanje
Stožerni general Petar Stipetić je rođen 24. listopada 1937. godine u Ogulinu u radničko-seljačkoj obitelji. Njegov je otac radio na gradilištima za slabu plaću, a majka se bavila poljoprivredom. General Stipetić pohađao je i završio osnovnu školu i gimnaziju u Ogulinu. Poslije završene gimnazije, 1956. godine prijavio se sa skupinom ogulinskih maturanata na natječaj za Vojnu akademiju Kopnene vojske JNA. Na prijavu ga je privukao natječaj koji je bio vizualno vrlo privlačan i u kojemu su nuđene određene pogodnosti te – što je bilo najvažnije – besplatno školovanje. Mladi Petar Stipetić odlučio se za vojnu karijeru jer su mu pokušaji da se upiše na fakultet građevinarstva u Zagrebu propali jer nije uspio osigurati stipendiju, a roditelji nisu imali novaca da mu financiraju studij. Stipetić je pod broj jedan na upitniku odabrao pohađanje Vojno-pomorske akademije Jugoslavenske ratne mornarice, a pod broj dva Vojnu akademiju Kopnene vojske JNA. Iako nije očekivao da će biti primljen, 1956. upisan je na Vojnu akademiju Kopnene vojske JNA u Beogradu, koju je 1959. uspješno završio s činom potporučnika.

## Vojna karijera

### Jugoslavenska narodna armija
Prva dužnost generala Stipetića je bila dužnost zapovjednika voda "Inženjerijskog puka Jugoslavenske narodne armije" (JNA) u Trebinju. Vod generala Stipetića je izvodio razne građevinske radove, od dubrovačkog aerodroma, do radova na Zelengori, Čvrsnici, Velebitu, Boki kotorskoj i Brijunima. Bio je zapovjednik voda u Trebinju pune tri godine. Nije bio blag zapovjednik, ali je bio pravičan, nikada se nije iživljavao na vojnicima, uvijek je vojniku prilazio kao čovjeku, i vojnici su ga zbog toga cijenili. 
S generalom Stipetićem je u to vrijeme u Trebinju bio poznati hrvatski glumac Vanja Drach, koji je također bio zapovjednik voda. 1967. general Stipetić je, kao uzorit časnik JNA, predložen za polaznika "Više vojne akademije Kopnene vojske JNA" u Beogradu. Uspješno je položio prijemni ispit, te je akademiju završio 1969. godine s odličnim uspjehom. Nakon toga je postavljen na dužnost zapovjednika bojne u Lovranu, s činom kapetana I. klase. U vrijeme Hrvatskog proljeća, 1971. godine, general Stipetić je bio na službovanju u Lovranu. U pulskom "Domu armije" je slušao govor generala Ivana Šibla o zastupljenosti nacija u JNA. General Stipetić je, godinu dana prije roka, promaknut u čin majora, a nakon dvije godine službovanja u Lovranu predložen je za načelnika štaba "Inženjerijskog puka JNA" u Karlovcu. General Stipetić u Karlovcu ostaje mjesec dana, nakon čega se zajedno sa svojim pukom seli u Zagreb. 1975. je predložen za "Ratnu školu JNA" u Beogradu. U njegovoj klasi se tada također školovao admiral Petar Šimić. Završio je školovanje godinu dana kasnije s odličnim uspjehom. Poslije toga je postavljen za zapovjednika "Nastavnog inženjerijskog puka JNA" u Karlovcu. U Karlovcu je bio optužen za nacionalističko-defetistički istup, te je po nalogu Savezu komunista Hrvatske (SKH) smijenjen s mjesta zapovjednika puka. 
Nakon smjene postavljen je na dužnost načelnika "Katedre taktike u Školskom centru JNA" u Karlovcu. Nakon godinu i pol dana, general Stipetić je tražio odlazak i premještaj u "Republički štab Teritorijalne obrane Zagreb", na mjesto voditelja tečajeva za pričuvne časnike JNA. Na toj poziciji je bio od 1979. godine. Poslije toga je postavljen za načelnika "Inženjerije u 5. armijskoj oblasti JNA", potom za pomoćnika operativca u "5. armijskoj oblasti JNA". Od 1986. do 1989. general Stipetić je bio zapovjednik obrane grada Zagreba, a od 1989. bio je na dužnosti načelnika "Operativnog odjela 5. vojne oblasti JNA". Ukazom Predsjedništva SFRJ 1989. je promoviran u čin general-majora.
Tijekom Desetodnevnog rat u Sloveniji, 1991. godine, Načelnik Generalštaba Jugoslavenske narodne armije general-pukovnik Blagoje Adžić je došao u Zagreb i oštro kritizirao vodeće generale "5. armijske oblasti JNA" optuživši ih da "traljavo" vode vojsku, nakon što nisu proveli njegove naredbe vezano uz sukob u Sloveniji. Ubrzo poslije general Stipetić je odlučio napustiti JNA i pridružiti se Hrvatskoj vojsci (HV) u nastajanju. U to je vrijeme general Stipetić već bio u kontaktu s generalom Martinom Špegeljem, koji je tada bio hrvatski ministar obrane.

### Hrvatske oružane snage i Domovinski rat
Na poziv predsjednika Franje Tuđmana, tj. razgovora u strogoj ilegali, u rujnu 1991. godine, general Stipetić prelazi u HV s dužnosti načelnika "Operativnog odjela 5. vojne oblasti JNA". Odmah je raspoređen na najviše zapovijedne dužnosti tj. na dužnost zamjenika generala Antona Tusa, načelnika Glavnog stožera Oružanih snaga Republike Hrvatske (GS). Iz čina general-majora JNA preveden je u čin general bojnika HV-a 1991. godine. General Stipetić jedan je od hrvatskih generala koji su došli u sukob s ministrom obrane Gojkom Šuškom i to zbog čvrstog ustrajanja na vlastitim stavovima, odnosno na stručnosti u donošenju pojedinih odluka. Prema tvrdnjama generala Stipetića, HV je već 1991. godine bio spreman za ofenzivno djelovanje. Operacije su počele na Bilogori i Papuku Operacijom Otkos 10, no sve je zaustavljeno Sarajevskim primirjem. Početkom 1992. povjerenik Vlade RH Ante Karić, pukovnik Nikola Rendulić i general Stipetić su po naredbi predsjednika Tuđmana upućeni u Gospić gdje su trebali smijeniti zapovjednika 128. brigade HV-a generala Mirka Norca, zbog niza primjedaba na stanje u Gospiću. General Stipetić je pročitao generalu Norcu zapovijed predsjednika Tuđmana po kojoj se smjenjuje s mjesta zapovjednika, te da se na njegovo mjesto postavlja pukovnik Nikola Rendulić. General Norac je odbio izvršiti zapovijed, te je tom prilikom generalu Stipetiću izjavio "da je za njega jedini general Vjekoslav "Maks" Luburić". General Stipetić je po povratku u Zagreb izvijestio predsjednika Tuđmana o Norčevom odbijanju izvršenja zapovijedi, na što je predsjednik Tuđman vrlo žestoko reagirao, te je zapovjedio određenim ljudima da to riješe, međutim ništa nije promijenjeno. U srpnju 1992. godine general Stipetić postaje zapovjednika Zbornog područja (ZP) Osijek i slavonskog bojišta, a u prosincu iste godine postavljen je za zapovjednika ZP Zagreb.
General Stipetić je za pad Bosanske Posavine, 1992. godine, prozvao političko rukovodstvo Slavonskog Broda, gradonačelnika Jozu Metera, Franu Piplovića i Zdravka Sočkovića, za izravno miješanje u zapovijedanje "Operativne grupe Posavina", a što je imalo za posljedicu pad većeg dijela bosanske Posavine. General Stipetić je to nazvao otvorenom diverzijom i izdajom, jer je isto rukovodstvo imalo izravan utjecaj na 108. brigadu Zbora narodne garde Republike Hrvatske koja se bez znanja i dopuštenja generala Stipetića povukla preko Save u Slavonski Brod 5. – 6. listopada 1992. godine. To je dovelo do potpunog rasula na bojištu i rezultiralo povlačenjem drugih postrojbi. General Stipetić je prozvao i generala Slobodana Praljka (tadašnji pomoćnik ministra obrane Šuška) za širenje defetizma i panike među vojnicima, ministra obrane Šuška zbog njegove zapovijedi da u kritičnom trenutku rata u Bosnu i Hercegovinu mogu ići samo dragovoljci kao i činjenicu da su djelatnici Sigurnosno informativne službe Ministarstva obrane Hrvatske podčinjeni ministru Šušku, te da su djelatnici Uprave za političku djelatnost MORH-a bili odvojeni od zapovjedništva slavonskog bojišta što je onemogućilo otkrivanje neprijateljskih djelovanja unutar hrvatskih postrojbi. General Stipetić je htio presijecanjem koridora u Bosanskoj posavini, a koji je služio za opskrbljivanje srpskih snaga oružjem, naftom i streljivom, oslabiti srpsku moć ne samo u BiH već i na okupiranim područjima u Hrvatskoj. Politička odluka da se koridor presiječe nikad nije donesena, a kad je general Stipetić to dva puta pokušao učiniti bio je spriječen i sabotiran, a drugi put nakon pokušaja odmah i smijenjen. 2009. godine, general Stipetić se pred 400 posjetitelja na predstavljanju knjige Jerka Zovka "Rat u Bosanskoj Posavini 1992." ispričao zapovjednicima i pripadnicima 108. brigade zbora narodne garde Republike Hrvatske i 3. gardijske brigade "Kune", kao i 101. brigade HVO-a (bosanskobrodske), jer je u svome izvješću predsjedniku Tuđmanu 1992. napisao da su za pad Bosanske Posavine krive ove postrojbe koje su kukavički napustile bojišnicu, te da tada znao stanje na bojištu niti stanje brigade, kao ni činjenicu da je odnos snaga bio takav da hrvatska obrana nije imala nikakve šanse.
General Stipetić je bio stalni član komisije koja je pregovarala s mirovnim snagama Ujedinjenih naroda (UN) i srpskim pobunjenicima s okupiranog teritorija Hrvatske. S Operacijom Medački džep general Stipetić, kao aktualni zapovjednik ZP Zagreb, u početku nije bio pobliže upoznat, te je više doživljavao njezine posljedice, a to su bila učestala granatiranja Siska i Karlovca što je bila njegova zona odgovornosti. General Stipetić je operaciju Medački džep u početku smatrao operacijom manjeg obima. 9. rujna 1993., na putu za Sisak, generalu Stipetiću je načelnik GS-a general Janko Bobetko naredio da se hitno vrati u Zagreb. U Zagrebu je general Bobetko, po naređenju predsjednika Tuđmana, uz prisustvo četvorice časnika mirovnih snaga UN-a dočekao generala Stipetića, te mu naredio da potpiše sporazum o zaustavljanju napada i povlačenju HV-a. Kada je general Stipetić došao s potpisivanjem do trećeg ili četvrtog primjerka sporazuma, general Bobetku mu je napomenuo da on to osobno "ne bih nikada potpisao", na što mu je general Stipetić u ljutnji odgovorio da "kakav ste Vi to čovjek koji meni naređuje ono što ne bi Vi učinili". Inače, sporazumom je bilo predviđeno povlačenje u samo jednom danu, na što je general Stipetić reagirao i rekao kako je to nemoguće, pa je dogovoreno da se povlačenje obavi u tri dana. Nakon potpisivanja sporazuma o povlačenju, general Stipetić se prema naredbi generala Bobetka uputio prema Gospiću gdje je potpisano trebao ostvariti na terenu. Kada je došao u Gospić naišao je na negodovanje vojnika što ga nije iznenadilo, pa je zamolio generala Rahima Ademija da smiri situaciju, dok mu je general Mladen Markač rekao da ne dolazi u njegov sektor, jer bi ga njegovi ljudi mogli likvidirati zbog potpisanog sporazuma.
Malo je poznato da je general Stipetić prvi hrvatski časnik koji je u svečanoj odori HV-a prošetao Kninom i to dok je još bio okupiran od strane srpskih pobunjenika. Za vrijeme pregovora vođenih u Kninu, pod vodstvom dvojice mirovnih posrednika lorda Davida Owena i Thorvalda Stoltenberga, u hrvatskoj pregovaračkoj delegaciji su bili general Stipetić kao predstavnik vojske i pomoćnik ministra policije Joško Morić. Njih dvojica su se dogovorili da u Knin dođu u svečanim odorama HV-a na kojima će biti sva pripadajuća hrvatska obilježja, uključujući i odlikovanja. Takav potez iživcirao je lorda Owena koji je odmah na početku pregovora upitao generala Stipetića i pomoćnik ministra Morića, jesu li oni normalni i kako su mogli doći u odorama u Knin.
General Stipetić je obnašao dužnost zapovjednik ZP Zagreb do kolovoza 1994. godine, kada je smijenjen i poslan u GS bez ikakvog rasporeda. 19. svibnja 1995. general Stipetić je promoviran u čin general pukovnika. U vrijeme Operacije Bljesak, 1995. godine, general Stipetić je bio koordinator borbenih djelovanja na pravcu Stara Gradiška-Okučani.
Tokom razrade plana za Operaciju Oluja, general Stipetić je obnašao dužnost pomoćnik načelnika GS-a za borbeni sektor. Aktivno je sudjelovao u razradi plana, a 3. kolovoza 1995. bio je član hrvatske delegacije u Ženevi na pregovorima s Milanom Babićem i ostalim vođama pobunjenih Srba. General Stipetić je imao zadatak da okonča te razgovore na način da Srbi pristanu na mirnu reintegraciju, te da dobiju široku autonomiju. Nakon što je srpsko vodstvo odbilo mirnu reintergraciju, predsjednik Tuđman je donio odluku o pokretanju operacije Oluja. General Stipetić je po naredbi načelnika GS-a, generala Zvonimira Červenka, upučen da zapovijeda obrambenim sektorom Istok. 5. kolovoza ujutro, generala Stipetića je nazvao predsjednik Tuđman i naredio mu da zbog zastoja operacije preuzme zapovijedanje sektorom Sjever kod Petrinje od generala Ivana Basarca. General Stipetić je upozorio predsjednika Tuđmana da nije uputno u toku operacije vršiti smjenu zapovjednika, ali je predsjednik Tuđman inzistirao rekavši "Vi ste vojnik i ovo je zapovijed", poručivši mu još da mora uvesti red na bojištu.
Dne 6. kolovoza general Stipetić je zapovijedio napad na cijelom bojištu prema postojećim planovima. Rezultata toga je bio da je HV već sutradan ujutro 7. kolovoza ušao u Petrinju, zatim oko podne u Kostajnicu i na večer u Glinu. Nakon oslobođenja Gline generalu Stipetiću se obratio general UN-ovih snaga Peters s viješću da se srpske snage namjeravaju predati, te da se zaustavi napredovanje HV-a. General Stipetić nije vjerovao tim vjestima, te je samo naredio usporavanje napredovanja svoje jedinice. Predaja srpskih snaga je bila dogovorena 8. kolovoza u 10 sati u bazi UN-a u Glini. No kako se predstavnici srpskih snaga tada nisu pojavili, general Stipetić je zaprijetio da će u 13 sati započeti topničku pripremu za daljnji napad iako su jedinice pod zapovjedništvom generala Stipetića do tada već bile ušle u Dvor. 21. kordunski korpus srpskih snaga se predao HV-u 8. kolovoza u 14 sati, predaju generalu Stipetiću je izvršio pukovnik Čedo Bulat. Sastavljajući dokument o predaji general Stipetić je pukovniku Bulatu sugerirao da civili koji žele ići put Srbije idu naprijed u koloni, a da poražena vojska čak i u predaji čuva zaleđe naroda koji je povukla za sobom. Međutim, pukovnik Bulat nije poslušao savjet generala Stipetića nego se striktno držao uputa iz Beograda i odlučio da se najprije povlače vojska i časnici, a narod neka ostane za njima. Na to je general Stipetić reagirao rekavši pukovniku Bulatu neka radi što hoće kad očito nije svjestan povijesne odgovornosti pred kojom se nalazi. Da bi zapamtio ovu časnu pobjedu HV-a, pukovniku Bulatu i svim njegovim časnicima general Stipetić nije oduzeo osobno naoružanje. Zadnji puta u povijesti je sličan slučaj predaje zabilježen tokom Drugog svjetskog rata u bitci za Staljingrad.
Usporedno s operacijom Oluja na Banovini, prekinuta je i trogodišnja opsada Bihaća, koja je bila koordinirana s vojnom akcijom V. korpusa Armije Republike Bosne i Hercegovine pod zapovjedništvom Atifa Dudakovića. Dudaković je prigodom pozdravljanja s pripadnicima Hrvatske vojske na granici kod Bihaća izjavio: "trebali smo "Operaciju Oluju" jednako kao i Hrvatska".
Nakon operacije Oluja general Stipetić se 10. kolovoza 1995. vratio u Zagreb, gdje je postavljen na novu dužnost unutar GS-a. Iako je bio zapovjednik Sjevernog sektora u operaciji Oluja, general Stipetić nikada nikome nije predao prijavak o svom sudjelovanju u operaciji, nikoga nije zanimalo ništa ni o predaji pukovnika Bulata, niti je ikada itko od generala Stipetića tražio pismeni zapisnik o tome. Kada je general Stipetić odlazio u mirovinu, taj je zapisnik predao arhivi Ministarstva obrane Republike Hrvatske (MORH), koji su ga zaprimili.

## Nakon Domovinskog rata
Dne 10. ožujka 2000. godine, predsjednik Stjepan Mesić je imenovao generala Stipetić načelnikom GS-a, te je na toj dužnosti ostao do 16. siječnja 2003.
Godine 2001., istražitelji Međunarodnog suda za ratne zločine počinjene na području bivše Jugoslavije u Haagu su tražili razgovor s generalom Stipetićem u statusu osumnjičenika. Kada je general Stipetić dobio poziv za razgovor, odmah je pristao na razgovor s istražiteljima iako ga je potpredsjednik Vlade Goran Granić stalno odgovarao od toga, govoreći mu da se ne žuri. General Stipetić je bio ispitivan dva dana tj. ukupno više od 12 sati. Haaški istražitelji su htjeli rasvijetliti brojne detalje vezane uz rat u Hrvatskoj, posebno ključne operacije Medački džep te Bljesak i Oluja. Ime generala Stipetića se po prvi put spomenulo glede istražnih radnji suda još u studenom 2000. godine. U kratkoj izjavi nakon dvodnevnog ispitivanja general Stipetić je rekao da su istražitelji bili korektni i da je zadovoljan s razgovorima s istražiteljima suda u Haagu.
General Stipetić, zajedno s generalom Antonom Tusom, je jedini bivši zapovjednik JNA kojemu je u Beogradu suđeno u odsutnosti zbog veleizdaje i dezerterstva.
General Stipetić je 8. rujna 1998. godine proglašen počasnim građaninom grada Ogulina, a 2. kolovoza 2012. godine proglašen je počasnim građaninom grada Gline. Također je proglašen počasnim građaninom Siska, a  2. rujna 2017. dodijeljena mu je u vojarni »Barutana« (prvoj koju su povratile hrvatske snage) povelja za osobite zasluge u obrani Siska i domovine Hrvatske.[nedostaje izvor]

## Odlikovanja
General Stipetić je nositelj brojnih odlikovanja.
- Spomenica domovinskog rata
- Velered kralja Petra Krešimira IV. s lentom i Danicom
- Spomenica domovinske zahvalnosti
- Red Nikole Šubića Zrinskog
- Red hrvatskog pletera
- Red hrvatskog trolista
- Red bana Jelačića